# 欣园街道
欣园街道，是中华人民共和国吉林省长春市宽城区下辖的一个乡镇级行政单位。

## 行政区划
欣园街道下辖以下地区：长安世家社区、民生家园社区、五星村。